# Franz Immig
Franz Immig (* 10. September 1918 in Sondernheim; † 26. Dezember 1955) war ein deutscher Fußballspieler.

## Karriere

### Vereine
Der im pfälzischen Sondernheim aufgewachsene Immig wechselte 1937, 19-jährig, zum Karlsruher FV. Auf Anhieb gelang am Saisonende 1937/38 der Aufstieg in die Gauliga Baden. 1940 wechselte er aus beruflichen Gründen nach Stuttgart und schloss sich den Stuttgarter Kickers an. Am Ende seiner Premierensaison errang er mit der Mannschaft die Meisterschaft in der Gauliga Württemberg und zog damit in die Endrunde um die deutsche Meisterschaft 1941 ein. Gemeinsam mit seinen Mitspielern Edmund Conen und Albert Sing spielte er in der Gruppe 4 gegen den TSV 1860 München, Rapid Wien und den VfL Neckarau, qualifizierte sich jedoch nicht für das Halbfinale. Von 1939 bis 1941 bestritt er zudem für die Auswahlmannschaften der Gaue Baden und Württemberg Spiele um den Reichsbundpokal.
Nach dem Zweiten Weltkrieg bestritt er in der Saison 1947/48 sieben Punktspiele für die Stuttgarter Kickers in der Oberliga Süd – das letzte am 4. April 1948 gegen den VfL Neckarau – und wechselte im Mai zum 1. FC Saarbrücken.
Er gehörte in der Saison 1948/49 der Vertragsspielermannschaft von Saarbrücken an, die in der 2. Division in Frankreich außer Konkurrenz mitspielte und die Meisterschaft vor Bordeaux errang. Es folgten zwei Spielzeiten mit dem 1. FC Saarbrücken ohne regulären Punktspielbetrieb. In der Oberliga Südwest durften sie ebenso wenig wie in der französischen Liga an der Verbandsrunde teilnehmen. Mit der Durchführung des Internationalen Saarland-Pokals in der Saison 1949/50 und den zusätzlichen Freundschaftsspielen wurden die Saarländer zu einer der international agierensten Mannschaften dieser Zeitphase.
Ab der Saison 1951/52 wurde der 1. FC Saarbrücken in die Oberliga Südwest eingereiht und errang sofort die Meisterschaft. Immig absolvierte alle 30 Saisonspiele und erzielte sechs Tore. Sein Standard-Verteidigerpartner war Theo Puff. In der Endrunde um die deutsche Meisterschaft 1952 war er in den Spielen gegen den FC Schalke 04, den 1. FC Nürnberg und letztmals am 25. Mai 1952 bei der 1:4-Niederlage im Auswärtsspiel gegen den Hamburger SV im Einsatz. Danach konnte er aus Krankheitsgründen kein weiteres Spiel mehr bestreiten – auch nicht das Finale. Ein einziger Punktspieleinsatz folgte noch am 25. Oktober 1953 beim 1:1-Unentschieden im Auswärtsspiel gegen Wormatia Worms.

### Nationalmannschaft
Reichstrainer Sepp Herberger setzte den 20-jährigen Verteidiger des Karlsruher FV beim Länderspiel am 26. März 1939 in Differdingen gegen die Auswahl Luxemburgs an der Seite des Routiniers Reinhold Münzenberg erstmals in der Nationalmannschaft ein. Am 27. August 1939 erfolgte in Preßburg der zweite Einsatz im Spiel gegen die Auswahl der Slowakei; dabei debütierte der Wiener Max Merkel auf der linken Außenläuferposition.
Am 24. Mai 1939 folgte in Dortmund ein Einsatz in einem Testspiel gegen die Auswahl von Böhmen-Mähren. Vor dem Länderspiel am 12. April 1942 in Berlin gegen die Auswahl Spaniens, gehörte Immig dem DFB-Lehrgang an und kam auch in den Testspielen gegen den Niederrhein und eine Kölner Auswahl zum Einsatz. Gegen die Auswahl Spaniens bildeten dann aber Paul Janes und Karl Miller das Verteidiger-Paar. Ähnlich war der Ablauf vor dem Länderspiel am 20. September 1942 in Berlin gegen die Auswahl Schwedens. Immig gehörte dem Aufgebot der Länderspiel-Kandidaten an, kam auch in den Testspielen zum Einsatz, aber im Länderspiel verteidigten Janes und Miller.
Nach dem Zweiten Weltkrieg, als Spieler des 1. FC Saarbrücken, bestritt Immig in den Jahren 1951 und 1952 noch drei Länderspiele für die Saarländische Nationalmannschaft.

## Erfolge
- Meister der Gauliga Württemberg 1941
- Turniersieger Internationaler Saarlandpokal 1950